# Miles Chamley-Watson
Miles Chamley-Watson (ur. 3 grudnia 1989 w Londynie) – amerykański szermierz pochodzenia brytyjskiego, florecista. Brązowy medalista olimpijski i wielokrotny medalista mistrzostw świata.
Podczas igrzysk olimpijskich w Londynie w 2012 roku był czwarty drużynowo i siedemnasty indywidualnie. Na rozgrywanych cztery lata później igrzyskach olimpijskich w Rio de Janeiro reprezentanci USA w składzie: Miles Chamley-Watson, Alexander Massialas, Gerek Meinhardt i Race Imboden wywalczyli brązowy medal drużynowo. W rywalizacji indywidualnej zajął tym razem dziewiętnastą pozycję.
Podczas mistrzostw świata w Budapeszcie w 2013 roku wywalczył złoty medal indywidualnie, wygrywając w finale z Rosjaninem Arturem Achmatchuzinem. Na tej samej imprezie wraz z kolegami z reprezentacji zdobył też srebrny medal w zawodach drużynowych. Następnie zdobył jeszcze trzy medale w rywalizacji drużynowej: srebrne na mistrzostwach świata w Lipsku (2017) i mistrzostwach świata w Wuxi (2018) oraz złoty podczas mistrzostw świata w Budapeszcie (2019).
Ponadto zdobywał złote medale w drużynie na igrzyskach panamerykańskich w Guadalajarze (2011) i igrzyskach panamerykańskich w Toronto (2015), a na igrzyskach panamerykańskich w Santiago (2023) był najlepszy drużynowo i drugi indywidualnie.